# وشترهورن
وشترهورن (به آلمانی: Westerhorn) یک شهر در آلمان است که در پینبرگ واقع شده‌است. وشترهورن ۱٬۳۱۵ نفر جمعیت دارد.